# Jättestormfåglar
Jättestormfåglar (Macronectes) är ett släkte i familjen liror som består av de två mycket närstående arterna sydlig jättestormfågel (Macronectes giganteus) och nordlig jättestormfågel (Macronectes halli). 

## Systematik
Före 1966 behandlades dessa släktes taxa som en art. Tillsammans med de två arterna av stormfågel (Fulmarus glacialis och F. glacialoides), ispetrell (Pagodroma nivea), antarktispetrell (Thalassoica antarctica) och brokpetrell (Daption capense) bildar de en undergrupp i familjen liror. 
De två arterna inom släktet förekommer sympatriskt och häckar till och med gemensamt på flera öar och det förekommer individer med intermediärt utseende på exempelvis Falklandsöarna och Gough Island.

## Utbredning
Jättestormfåglar förekommer bara på södra jordklotet och häckar på öar i Antarktiska oceanen. Efter häckningssäsongen sprider sig de båda arterna norrut till mer tempererade hav över ett mycket stort område som sträcker sig till Angola, Madagaskar, Uruguay, Nya Zeeland och Australien.

## Utseende och anatomi
Som namnet antyder utgör dessa fåglar de största arterna i familjen och de är stora som de mindre albatrosserna med ett vingspann på nästan två meter. De har till skillnad från albatrosserna bredare vingar, kortare stjärt, kraftigare kropp och upplevs som mindre graciösa i luften. De förekommer i mörk och ljus morf och har en mycket kraftig gulfärgad näbb med en distinkt rörformig näsöppning på näbbens ovansida. Hanen är i genomsnitt större än honan.
Jättestormfåglarna delar med albatrosser en anpassning där en sena låser skuldrorna när vingen är fullt utfälld vilket innebär att vingen kan hållas ut från kroppen utan någon muskelansträngning. Dock saknar de albatrossernas eleganta flygstil utan flyger istället med en serie långsamma slag med styva vingar omväxlande med korta glid.
Den sydliga jättestormfågeln är polymorf och förekommer i en mörk och en vit fas, medan nordlig jättestormfågel bara förekommer i en mörk fas.
Förutom den vita fasen av den sydliga arten har de en närmast helmörk juvenil dräkt som senare ljusnar, främst kring ansiktet, bröstet och buken. Den vita fasen föds vit och är så livet igenom med bara ett antal mörka prickar på ovansidan. Enklast skiljer man de båda arterna åt som adulta då den nordliga arten har mörka vingframkanter och röd näbbspets med ett mörkt fält på undre näbbspetshalvan, medan den sydliga har vita vingframkanter, ljus näbbspets och ett ljusgrönt fält på undre näbbspetshalvan. Juvenila individer i mörk fas kan vara svåra att arta även på närmre håll.

## Ekologi

### Häckning
Jättestormfåglarna är de inom sin familj som har de glesast mellan bona och de kan knappt kallas för kolonier. Speciellt den nordliga arten som häckar solitärt eller i mycket glesa kolonier på skyddade platser, medan den sydliga häckar i lite tätare kolonier i öppna områden. Häckningssäsongen sträcker sig mellan oktober och mars och den sydliga arten häckar i genomsnitt 6-8 veckor senare än den nordliga. Paret ruvar sitt enda ägg i ungefär 50 dygn. Efter kläckningen värms ungen av den ena föräldern genom ruvning i 20-30 dagar tills det att den är stor nog att själv värmereglera effektivt. Efter skyddsperioden matar båda föräldrar ungen.

### Föda
Jättestormfåglarna är unika inom sin ordning då de har starka ben och födosöker på land där de äter as från andra fåglar och av säl och attackerar andra arters fågelungar. Deras diet varierar beroende på kön där honorna äter mer krill och hanarna mer as.